# Dvorianky
Dvorianky (Hongaars: Szécsudvar) is een Slowaakse gemeente in de regio Košice, en maakt deel uit van het district Trebišov.
Dvorianky telt 602 inwoners.